# Rejon podhajecki
Podhajecki rajon – jednostka administracyjna w obwodzie tarnopolskim na Ukrainie. Siedzibą władz rejonu jest miasto Podhajce.

## Miejscowości
- Białokrynica (Білокриниця)
- Boków (Боків)
- Brongelówka (Бронгалівка)
- Czerwień (Червень)
- Halicz (Галич)
- Hnilcze (Гнильче)
- Holendry (Голендра)
- Hołhocze (Голгоча)
- Jabłonówka (Яблунівка)
- Justynówka (Юстинівка)
- Litwinów (Литвинів)
- Łysa (Лиса)
- Mądzelówka (Мозолівка)
- Michałówka (Михайлівка)
- Mużyłów (Мужилів)
- Myrne (Мирне, dawniej Telacze)
- Nosów (Носів)
- Nowosiółka (Новосілка)
- Panowice (Пановичі)
- Popławy (Поплави)
- Rudniki (Рудники)
- Seredne (Середнє)
- Siółko (Сільце)
- Soniaczne (Сонячне)
- Stare Miasto (Старе Місто)
- Stary Litwinów (Старий Литвинів)
- Stepowe (Степове)
- Szumlany (Шумляни)
- Uhrynów (Угринів)
- Waga (Вага)
- Wierzbów (Вербів)
- Wolica (Волиця)
- Zahajce (Загайці)
- Zastawcze (Заставче)
- Zaturzyn (Затурин)
- Zawałów (Завалів)

nieistniejące
- Linderówka[3] część wsi Siółko